# São Paulo Challenger (1981-2001)
Il São Paulo Challenger, noto come Copa Ericsson Brazil per ragioni di sponsorizzazione, è stato un torneo professionistico di tennis giocato su campi in cemento. Faceva parte dell'ATP Challenger Series e si giocava annualmente dal 1981 al 2001 a San Paolo, in Brasile. In alcune stagioni si sono svolte edizioni supplementari del torneo.
Fernando Meligeni detiene il record per vittorie nel singolare con 3 titoli, mentre Givaldo Barbosa e Cássio Motta hanno entrambi 4 titoli nel doppio.

## Albo d'oro

### Singolare
| Anno     | Campione               | Finalista            | Punteggio     |
| -------- | ---------------------- | -------------------- | ------------- |
| 2001     | Agustín Calleri        | Juan Ignacio Chela   | 6–4, 6–3      |
| 2000     | Guillermo Coria        | Tomas Behrend        | 7–5, 6–1      |
| 1999     | Hernán Gumy            | Thierry Guardiola    | 7–6, 6–3      |
| 1998     | Fernando Meligeni (3)  | Marcelo Filippini    | 6–1, 6–4      |
| 1997     | Lucas Arnold Ker       | Fernando Meligeni    | 6–4, 1–0 rit. |
| 1996     | Roberto Jabali (2)     | Alejandro Hernández  | 6–2, 4–6, 6–1 |
| 1995     | Jean-Philippe Fleurian | Vincenzo Santopadre  | 7–6, 6–3      |
| 1994     | Gabriel Markus (2)     | Hernán Gumy          | 2–6, 6–4, 6–4 |
| 1993 (2) | Fernando Meligeni (2)  | Nicolás Pereira      | 7–5, 6–2      |
| 1993     | Fernando Meligeni (1)  | Pablo Escribano      | 6–2, 6–1      |
| 1992 (2) | Martin Stringari       | Nicolás Pereira      | 6–3, 3–6, 6–2 |
| 1992     | Luis Herrera           | Jaime Oncins         | 6–2, 3–6, 6–4 |
| 1991 (6) | Cássio Motta (2)       | Fernando Roese       | 6–4, 6–3      |
| 1991 (5) | Raúl Viver             | Gabriel Markus       | 7–6, 3–6, 6–3 |
| 1991 (4) | Jaime Oncins (2)       | Fernando Roese       | 6–4, 6–4      |
| 1991 (3) | Nicolás Pereira        | Martin Stringari     | 6–3, 6–2      |
| 1991 (2) | Fernando Roese         | Gabriel Markus       | 6–4, 6–3      |
| 1991     | Gabriel Markus (1)     | João Cunha e Silva   | 4–6, 6–4, 6–4 |
| 1990 (3) | Jaime Oncins (1)       | Francisco Yunis      | 6–3, 6–3      |
| 1990 (2) | João Cunha e Silva     | Cássio Motta         | 6–1, 6–2      |
| 1990     | Miguel Nido            | Cássio Motta         | 6–3, 6–4      |
| 1989 (4) | Sergio Cortés          | Francisco Yunis      | 6–4, 6–3      |
| 1989 (3) | Pedro Rebolledo        | Luiz Mattar          | 6–3, 6–2      |
| 1989 (2) | Roberto Jabali (1)     | Borja Uribe-Quintana | 6–2, 2–6, 7–5 |
| 1989     | Stefan Lochbihler      | Martin Wostenholme   | 6–3, 7–5      |
| 1988 (3) | Cássio Motta (1)       | Guillermo Rivas      | 6–2, 6–2      |
| 1988 (2) | Luiz Mattar            | Cássio Motta         | 7–5, 7–6      |
| 1988     | Alberto Mancini        | Fernando Roese       | 4–6, 6–3, 6–4 |
| 1987 (3) | Ivan Kley (2)          | Raúl Viver           | 6–4, 6–2      |
| 1987 (2) | Marcelo Filippini      | José Daher           | 6–2, 7–6      |
| 1987     | Pavel Vojtíšek         | Roberto Argüello     | 6–4, 2–6, 6–3 |
| 1986 (3) | Eduardo Bengoechea     | Luiz Mattar          | 6–3, 6–4      |
| 1986 (2) | Carlos Kirmayr (2)     | Luiz Mattar          | 6–4, 6–3      |
| 1986     | Ivan Kley (1)          | Alejandro Ganzábal   | 6–4, 6–3      |
| 1985     | Francisco Maciel       | Cássio Motta         | 6–3, 6–3      |
| 1984     | Non disputato          | Non disputato        | Non disputato |
| 1983     | Zoltán Kuhárszky       | Víctor Pecci         | 6–4, 4–6, 6–1 |
| 1982 (3) | Julio Goes             | Ney Keller           | 7–5, 6–1      |
| 1982 (2) | Víctor Pecci           | José Higueras        | 6–3, 4–6, 6–3 |
| 1982     | Thomaz Koch            | Cássio Motta         | 7–6, 7–6      |
| 1981     | Carlos Kirmayr (1)     | Ricardo Cano         | 6–4, 6–2      |

### Doppio
| Anno     | Campioni                                | Finalisti                                 | Punteggio     |
| -------- | --------------------------------------- | ----------------------------------------- | ------------- |
| 2001     | Agustín Calleri Edgardo Massa           | Diego del Río Mariano Hood                | 5–7, 7–5, 6–3 |
| 2000     | Mariano Hood Sebastián Prieto           | Tomas Behrend Germán Puentes              | 6–3, 7–6(6)   |
| 1999     | Jaime Oncins (2) Daniel Orsanic         | Mariano Hood Sebastián Prieto             | 6–2, 6–2      |
| 1998     | Diego del Río Martín Rodríguez          | Edwin Kempes Peter Wessels                | 7–6, 6–3      |
| 1997     | Nelson Aerts Bernardo Martínez          | Márcio Carlsson Francisco Costa           | 6–0, 6–0      |
| 1996     | Alejandro Hernández Óscar Ortiz         | João Cunha e Silva Jean-Philippe Fleurian | 6–2, 7–6      |
| 1995     | Lucas Arnold Ker Patricio Arnold        | Otavio Della Marcelo Saliola              | 6–2, 4–6, 6–1 |
| 1994     | Otavio Della Marcelo Saliola            | Nelson Aerts Danilo Marcelino             | 6–4, 6–2      |
| 1993 (2) | Danilo Marcelino Fernando Meligeni      | Martin Blackman Gastón Etlis              | 6–1, 7–5      |
| 1993     | Mark Knowles Richard Schmidt            | Juan-Ignacio Garat Andrej Merinov         | 6–4, 6–4      |
| 1992 (2) | Pablo Albano (2) Cássio Motta (4)       | João Cunha e Silva Nicolás Pereira        | walkover      |
| 1992     | Grant Stafford Kevin Ullyett            | Gerardo Martínez Tom Mercer               | 7–6, 6–4      |
| 1991 (6) | João Cunha e Silva Fernando Roese (2)   | Pablo Albano Luis Lobo                    | 7–5, 4–6, 6–3 |
| 1991 (5) | Francisco Montana (2) Greg Van Emburgh  | Jordi Burillo David de Miguel Lapiedra    | 3–6, 6–4, 6–1 |
| 1991 (4) | Luiz Mattar (3) Jaime Oncins (1)        | Juan-Ignacio Garat Marcelo Saliola        | 6–4, 6–4      |
| 1991 (3) | Pablo Albano (1) Luis Lobo              | Ricardo Camargo José Daher                | 7–5, 7–6      |
| 1991 (2) | Ricardo Acioly Mauro Menezes            | Nelson Aerts Fernando Roese               | 6–3, 3–6, 6–3 |
| 1991     | Henrik Holm Nils Holm                   | John Letts Tom Mercer                     | 5–7, 6–4, 6–4 |
| 1990 (3) | Richard Lubner Francisco Montana (1)    | Nelson Aerts Danilo Marcelino             | 6–4, 7–6      |
| 1990 (2) | Cássio Motta (3) Javier Frana (2)       | João Zwetsch Gabriel Markus               | 6–3, 3–6, 6–1 |
| 1990     | Javier Frana (1) Gustavo Luza           | Ricardo Camargo Ivan Kley                 | 6–3, 7–6      |
| 1989 (4) | Luiz Mattar (2) Cássio Motta (2)        | Juan Antonio Pino Pérez Mario Tabares     | 7–5, 6–2      |
| 1989 (3) | Nelson Aerts Fernando Roese (1)         | Dácio Campos Mario Tabares                | 2–6, 6–4, 6–4 |
| 1989 (2) | David Macpherson Gerardo Mirad          | Otavio Della Jaime Oncins                 | 2–6, 7–6, 6–2 |
| 1989     | Marcelo Hennemann Edvaldo Oliveira      | Nelson Aerts Alexandre Hocevar            | 6–3, 6–3      |
| 1988 (3) | Givaldo Barbosa (4) Ricardo Camargo (2) | Pablo Albano César Kist                   | 6–7, 7–6, 6–4 |
| 1988 (2) | Givaldo Barbosa (3) Ricardo Camargo (1) | Marcos Hocevar Alexandre Hocevar          | 5–7, 7–6, 7–6 |
| 1988     | Pablo Albano Dácio Campos               | Gustavo Luza Alberto Mancini              | 7–5, 6–4      |
| 1987 (3) | Marcelo Filippini Daniel Montes De Oca  | Javier Frana Gustavo Guerrero             | 7–5, 4–6, 6–1 |
| 1987 (2) | José Daher Eleuterio Martins            | Ricardo Acioly Dácio Campos               | 6–3, 7–6      |
| 1987     | Ronnie Båthman Carlos Di Laura          | César Kist João Soares                    | 6–4, 6–4      |
| 1986 (3) | César Kist João Soares                  | Dácio Campos Carlos Kirmayr               | 6–4, 3–6, 6–3 |
| 1986 (2) | Givaldo Barbosa (2) Ivan Kley           | Fernando Roese João Soares                | 7–6, 6–1      |
| 1986     | Carlos Kirmayr (2) Luiz Mattar (1)      | Ronnie Båthman Dácio Campos               | 4–6, 6–1, 7–5 |
| 1985     | Carlos Kirmayr (1) Cássio Motta (1)     | Ney Keller Mauro Menezes                  | 6–4, 3–6, 7–6 |
| 1984     | Non disputato                           | Non disputato                             | Non disputato |
| 1983     | Zoltán Kuhárszky Gabriel Mattos         | Víctor Pecci Hugo Roverano                | 6–2, 3–6, 6–3 |
| 1982 (3) | Thomaz Koch Jose Schmidt                | Julio Goes Ney Keller                     | 6–4, 7–6      |
| 1982 (2) | Charles Buzz Strode Morris Skip Strode  | Pablo Arraya Víctor Pecci                 | 6–1, 6–4      |
| 1982     | Givaldo Barbosa (1) Julio Goes          | Thomaz Koch Cássio Motta                  | 6–4, 6–1      |
| 1981     | David Carter Paul Kronk                 | Ángel Giménez Jairo Velasco, Sr.          | 6–1, 7–6      |